# Comic Sans
Comic Sans es una fuente tipográfica digital, diseñada por Vincent Connare en 1994 para Microsoft Corporation. Su intención original era imitar las letras de un cómic para situaciones informales, y fue originalmente pensada para Microsoft Bob. Ha sido incluida en Microsoft Windows desde la aparición de Windows 3.1, inicialmente como parte de las familias tipográficas suplementarias, incluidas en Microsoft Plus!.
Ha sido desde entonces uno de los tipos de letra más populares y usados en software de Microsoft. Su uso, tan expandido en ámbitos en donde no fue planificado, ha sido muy criticado.

## Historia
El diseñador Vincent Connare cuenta que comenzó a trabajar en Comic Sans en octubre de 1994. Connare había creado una serie tipográfica orientada hacia niños en varias aplicaciones, por lo que cuando vio que la versión beta de Microsoft Bob usaba Times New Roman en los bocadillos de los personajes de animados, decidió crear un nuevo tipo de letra basado en el estilo de los comic books que tenía en la oficina. Completó su diseño demasiado tarde para incluirlo en Microsoft Bob, pero sí se utilizó para Microsoft 3D Movie Maker. El tipo de letra se lanzó posteriormente dentro del Windows 95 Plus! Pack, convirtiéndose entonces en uno de los tipos estándar para las versiones OEM de Windows 95. Finalmente, el tipo de letra se convirtió en uno de los instalados por defecto en el paquete Core fonts for the Web del cual se deriva la tipografía de Microsoft Internet Explorer e incluida también en los paquetes de Microsoft Office.

## Críticas

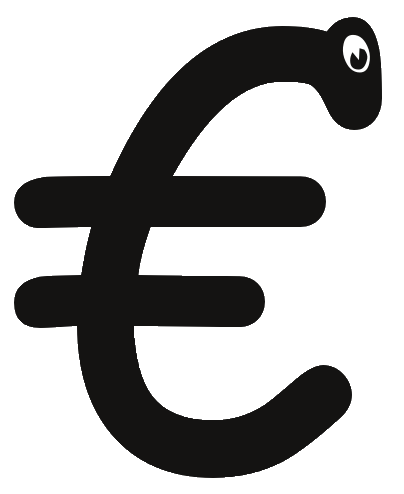
Símbolo del euro en Comic Sans

Debido a su uso ubicuo, Comic Sans se ha convertido en el tema de una campaña llevada a cabo por algunos diseñadores gráficos para eliminar su uso, ya que consideran que está mediocremente diseñada y su inclusión en el paquete de sistema de fuentes de Microsoft permite que sea usada de manera inapropiada (por ejemplo como texto de cuerpo de documentos largos o en firmas de gran tamaño).
Además, está considerada como una de las peores tipografías para la impresión.
Algunos diseñadores como Michael Bierut afirman que está pobremente dibujada, ya que se le ha dado el mismo peso a las bajadas y a las horizontales, y muy poco al interletraje entre pares de caracteres, eliminando todas las características informales de la verdadera escritura a mano alzada.
En su defensa, Connare reivindica que no fue originariamente diseñada como un tipo de letra como tal, sino como una solución al problema de encontrar una familia adecuada para software infantil. Un ejemplo de la naturaleza informal de su diseño se puede ver en el símbolo del euro (€), para el que en algunas versiones tiene un ojo en la gracia de la parte superior, haciendo alusión a algo parecido a una cara.

## Comic Sans en la cultura popular
Es un recurso muy utilizado en memes y vídeos paródicos, en especial sobre la Major League Gaming o MLG (liga profesional de videojuegos norteamericana). 
Es la tipografía utilizada en Los Sims, juego de Electronic Arts. En el videojuego independiente Undertale existe un personaje llamado Sans (precisamente como dicha tipografía) cuyos diálogos aparecen escritos en Comic Sans. La poca seriedad del personaje fue hecha adrede, debido al pobre diseño de la fuente, además de no respetar mayúsculas en sus diálogos.

## Críticas a su uso
En marzo de 2011 causó un gran revuelo al ser la familia tipográfica usada para grabar los nombres de los campeones en la Copa del Rey de España. En julio de 2012 ocurrió algo similar al ser presentado el posible descubrimiento del bosón de Higgs con una presentación en PowerPoint escrita en Comic Sans. La inauguración en 2018 de una nueva estatua del expresidente Pedro Aguirre Cerda en la Plaza de la Constitución en Santiago (Chile) generó críticas en redes sociales debido a que la tipografía de su placa conmemorativa emplea Comic Sans.

### Comic Neue

Comic Neue